# Богатищевская волость
Богатищевская волость — волость в составе Каширского уезда Московской и Тульской губерний Российской империи. Существовала до 1929 года, центром волости было село Богатищево.
Постановлением президиума Каширского уездного исполнительного комитета 4 апреля 1923 года (утверждено постановлением ВЦИК от 27 апреля 1923 года) в составе Каширского уезда была включена в Московскую губернию из Тульской.
В 1923 году в волости было 26 сельсоветов.
Согласно Всесоюзной переписи 1926 года, численность населения 53-х населённых пунктов волости составила 7410 человек (3558 мужчин, 3852 женщины), насчитывалось 1585 хозяйств, среди которых 1418 крестьянских. В селе Богатищево располагались волостной исполнительный комитет, волостная милиция, имелись почтовое отделение и волостное почтовое агентство; в деревне Ледово были почтовое отделение и совхоз, в селе Яковское — школа.
В ходе реформы административно-территориального деления СССР в 1929 году Богатищевская волость была упразднена, а её территория вошла в состав Каширского района Серпуховского округа Московской области. На тот момент после объединения, укрупнения и реорганизации в волости было 16 сельсоветов.